# Shakir Shuja Abadi

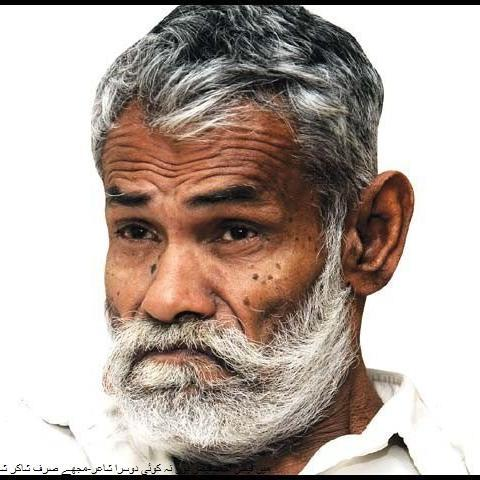
Foto

Shakir Shuja Abadi es un prominente poeta pakistaní seraiki nacido en 1954. 

## Trayectoria
Ha recibido el premio presindencial dos veces y dio su primer mushaira (simposio poético) en 1986.